# Кобург (Онтарио)
Кобург (енгл. Cobourg) је градић у Канади у покрајини Онтарио. Према резултатима пописа 2011. у граду је живело 18.519 становника.

## Становништво
Према резултатима пописа становништва из 2011. у граду је живело 18.519 становника, што је за 1,7% више у односу на попис из 2006. када је регистровано 18.210 житеља.
| 2006.  | 2011.  |
| ------ | ------ |
| 18.210 | 18.519 |